# Phenylmercuriborat

Strukturen von Phenylquecksilber(II)-orthoborat und Phenylquecksilber(II)-hydroxid

Phenylmercuriborat (auch Phenylquecksilberborat, Phenylhydrargyriboras, Orthoboratophenylquecksilber, Phenylhydrargyrum boricum) ist ein Gemisch äquimolarer Mengen von Phenylquecksilber(II)-orthoborat und Phenylquecksilber(II)-hydroxid (C12H13BHg2O4) oder der dehydratisierten Form (Metaborat, C12H11BHg2O3) oder ein Gemisch aus dem ersten Gemisch und dem Metaborat.

## Eigenschaften
Es liegt in Form eines weißen bis schwach gelblichen, kristallinen Pulvers oder als farblose, glänzende Kristalle vor, welche in Wasser nur schwer löslich sind. Der Schmelzpunkt liegt bei 112–113 °C.

## Verwendung
Phenylmercuriborat wurde bis in die 1990er Jahre unter anderem als Wirkstoff in Desinfektionsmitteln und im Bereich der Wundbehandlung für die Haut und im Mund-Rachenraum eingesetzt, beispielsweise unter Handelsnamen Merfen. Der Wirkstoff wurde aber wegen des hohen Quecksilberanteils in dieser Anwendung durch andere, quecksilberfreie Substanzen ersetzt. Phenylmercuriborat wird in Konzentrationen von 0,001 % bis 0,002 % als Konservierungsmittel in Augentropfen eingesetzt. In Kosmetikprodukten wird es in der Inhaltsstoffliste als PHENYL MERCURIC BORATE (INCI) angegeben. 